# Tomislav Karamarko
Tomislav Karamarko (Zára, 1959. május 25.) horvát politikus, aki 2016 januárja és júniusa között Horvátország első miniszterelnök-helyettese volt. 2008 és 2011 között Jadranka Kosor kormányában a belügyminiszteri tisztséget töltötte be.

## Élete
Karamarko Zárában született egy szerb nemzetiségű családban, családjának egy része jelenleg is Szerbiában él. Ötéves korában családjával Zágrábba költözött. Az elemi iskolát az Obrovac melletti Kruševóban, a középiskolát Zágrábban végezte. Középiskolai tanulmányai során Karamarko gitározott és fellépett a Diákotthonban, ahol más népszerű zenekarok is koncerteztek. Fiatal korában kosárlabdázott, és majdnem csatlakozott néhány kosárlabdaklubhoz, végül azonban a sport helyett a tanulást választotta. 1979-ben beiratkozott a Zágrábi Egyetem Jogi Karára, de később ottani tanulmányait abbahagyta, és 1982-ben a Bölcsészet- és Társadalomtudományi Kar történelem szakára ment át, mielőtt 1985-ben diplomázott. Az 1980-as években ismerkedett meg leendő feleségével, Enisa Muftić-tyal, Osman Muftić lányával, aki 1990-ben rövid ideig tudományos miniszterként dolgozott Stjepan Mesić kormányában.

## Politikai pályafutása
Karamarko 1989-ben lépett be a Horvát Demokratikus Közösségbe, 1991 júniusában pedig Josip Manolić horvát miniszterelnök kabinetfőnökévé nevezték ki. Manolić után 1992 szeptemberéig Franjo Gregurić kabinetfőnöke volt. Ezt követően a horvát parlament elnökének, Stjepan Mesićnek a kabinetfőnöke lett. Egy évvel később a zágrábi rendőrség vezetője lett, 1996-ban pedig belügyminiszter-helyettessé nevezték ki. Emellett 1998-ban a Horvát Autóklub titkára lett. A 2000-es elnökválasztás során Stjepan Mesić választási kampányát vezette. Miután Mesić megnyerte a választást, Karamarkót nemzetbiztonsági tanácsadójának és a Nemzetbiztonsági Hivatal vezetőjének nevezte ki. 2002-ben a Hírszerző Ügynökség (POA), 2006-ban pedig a Biztonsági és Hírszerző Ügynökség (SOA) igazgatójává nevezték ki.
2008 októberében Ivo Sanader miniszterelnök belügyminiszternek nevezte ki, és 2011 decemberéig maradt ezen a poszton, amikor is a HDZ vereséget szenvedett a 2011-es általános választásokon. Ezután független miniszterként tevékenykedett 2011 szeptemberéig, amikor másodszor csatlakozott a HDZ-hez. 2012 májusában megnyerte a párt elnökválasztását, és Jadranka Kosor volt miniszterelnök utódjaként a HDZ negyedik elnöke lett. Az elnök választás után Karamarko radikalizálta pártja politikáját, és végül az ország egyik legnépszerűtlenebb politikusa lett. A népszerűségvesztés arra kényszerítette pártját, hogy a 2015-ös parlamenti választások után koalícióra lépjen egy új párttal a Független Listák Hídja (Most) párttal. A koalíció azért jött létre, mert Most meglepő módon 19 mandátumot szerzett a parlamentben, és így a következő kormányalakítás „királycsinálója” lett, és döntőnek bizonyult abban, hogy konzervatív vagy szociáldemokrata kormány alakul-e. A HDZ és a Most közötti tárgyalások után 2016. január 22-én mindkét fél megegyezett abban, hogy Horvátország új kormányfőjévé a párton kívüli Tihomir Oreškovićot választják, míg Karamarko lett az első miniszterelnök-helyettes.
A Szociáldemokrata Párt (SDP) 2016. május 18-án, miután a Nacional hetilap nyilvánosságra hozta Karamarko felesége, Ana Šarić és Josip Petrović, a magyar olajipari MOL-csoport különleges tanácsadója és lobbistája közötti titkos szerződéseket, bizalmatlansági indítványt nyújtott be Karamarko ellen. A szerződések szerint Šarić marketingszakértőként tanácsot adott Petrovićnak az energiaüzletágban, és legalább 60 000 eurót fizettek neki. A horvát összeférhetetlenségi bizottság megvizsgálta a szerződéseket, és megállapította, hogy Karamarko valóban összeférhetetlen volt, amikor nyilvánosan megosztotta nézeteit. A szavazásra 2016. június 18-ig került volna sor, és 80 képviselő támogatását élvezte, köztük a HDZ koalíciós partnere, a Most támogatását is. Az összeférhetetlenség kimondásához 76 szavazatra volt szükség. Karamarko a szavazást be nem várva 2016. június 15-én lemondott első miniszterelnök-helyettesi posztjáról.
Miután Karamarko lemondott az első miniszterelnök-helyettes helyéről, a HDZ úgy döntött, hogy bosszúból bizalmatlansági indítványt indít Orešković miniszterelnökkel szemben. A szavazásra 2016. június 16-án került sor, és 125 képviselő az indítvány mellett, míg 15 nemmel szavazott, 2 pedig tartózkodott, melynek eredményeként a kormány összeomlott.  A HDZ ezután megpróbált új többséget kialakítani a parlamentben, de sikertelenül, annak ellenére, hogy a párt tagjai azt állították, hogy elegendő számú képviselő támogatja őket. Kolinda Grabar-Kitarović horvát elnök ezért úgy döntött, hogy 2016 szeptemberére tűzi ki az új parlamenti választásokat. Mivel nem sikerült a parlamentben új többséget kialakítani, Karamarko úgy döntött, hogy 2016. június 21-én lemond a Horvát Demokratikus Közösség elnöki posztjáról. Egy hónappal később Andrej Plenkovićot választották meg Karamarko utódjának a HDZ élén. Lemondása után Karamarko egy kis időt töltött a világ körüli utazásával, és 2017 májusában bejelentette, hogy elhatározta, hogy létrehoz egy agytröszt szervezetet, a Horvátországi Biztonsági és Jóléti Intézetet. Ezt a lépést később néhány korábbi párttagja kigúnyolta.

## Fordítás
Ez a szócikk részben vagy egészben  a   Tomislav Karamarko című angol Wikipédia-szócikk ezen változatának fordításán alapul.  Az eredeti cikk szerkesztőit annak laptörténete sorolja fel. Ez a jelzés csupán a megfogalmazás eredetét és a szerzői jogokat jelzi, nem szolgál a cikkben szereplő információk forrásmegjelöléseként.